# Hystérie (film)
Pour plus de détails, voir Fiche technique et Distribution.
Hystérie (Hysteria) est un film britannique réalisé par Freddie Francis, sorti en 1965.

## Synopsis
Chris Smith est un américain qui se réveille dans un hôpital anglais après un accident de la route. Il est devenu amnésique. Ayant sur lui une photo arrachée à un journal pour seul indice afin de retrouver des bribes de son passé, il va se retrouver impliqué dans une histoire de meurtre.

## Fiche technique
- Titre français : Hystérie[1]
- Titre original : Hysteria
- Réalisation : Freddie Francis
- Scénario : Jimmy Sangster
- Photographie : John Wilcox
- Montage : James Needs
- Musique : Don Banks
- Décors : Edward Carrick
- Costumes : Maude Churchill
- Production : Jimmy Sangster
- Société de production : Hammer Film Productions
- Pays d'origine :  Royaume-Uni
- Langue : anglais
- Genre : Thriller
- Format : Noir et blanc - 35 mm - 1,85:1 - Son : mono (Westrex Recording System)
- Durée : 85 minutes
- Dates de sortie :
  - États-Unis : avril
  - Royaume-Uni : 27 juin 1965

## Distribution
- Robert Webber : Chris Smith
- Anthony Newlands : Docteur Keller
- Jennifer Jayne : Gina McConnell
- Maurice Denham : Hemmings
- Lelia Goldoni : Denise James
- Peter Woodthorpe : Marcus Allan
- Irene Richmond : Madame Keller